# Vojtěch Vašíček
Vojtěch Vašíček (5. dubna 1956 Hodonín – 6. listopadu 2024) byl český paralympijský sportovec. V roce 1992 získal na Letních paralympijských hrách 1992 zlatou medaili v pětiboji za československou reprezentaci.
Narodil se v Hodoníně, vyrůstal v Mutěnicích. Vyučil se elektrikářem. V roce 1974 si při havárii na motocyklu zlomil páteř a přerušil míchu. Od roku 1976 se věnoval sportu handicapovaných, od roku 1979 žil v Brně. V roce 1992 zvítězil na Letní paralympiádě v Barceloně v atletickém pětiboji v novém světovém rekordu. O čtyři roky později na Letních paralympijských hrách v Atlantě obsadil v pětiboji osmé místo, v soutěži diskařů skončil čtvrtý.
Následně se zasloužil o založení Svazu paraplegiků ČR a střediska pro pomoc lidem po úrazu míchy ParaCENTRUM Brno, působil také v klubu SK Moravia Brno.